# افراسیاب بدل‌بیلی
افراسیاب بدل اوغلو بدل‌بیلی (ترکی آذربایجانی: Əfrasiyab Bədəlbəyli) (۱۹ آوریل ۱۹۰۷، در باکو - ۶ ژانویه ۱۹۷۶، در باکو) آهنگساز اهل آذربایجان شوروی، با اصالت ایرانی بود.

## زندگی

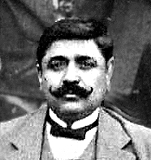
پدر افراسیاب، بدال بیگ بدالبلیلی

افراسیاب بد. لبیلی در سال ۱۹۰۷ از بومیان شوشی و رحیما بدالببیلی متولد شد. در آن زمان، بدل‌بیلی‌ها در حال حاضر به عنوان خانواده ای از موسیقی دانان معروف شناخته می‌شد. پدرش، بدال بیگ بدالبلی، متخصص موغام و معلم موسیقی در مدرسه روسی تارتار در باکو بود. او همچنین به اوزیر حاجی بیف، پسر عموی خود، کمک کرد تا اولین تئاتر موسیقی را در آذربایجان تأسیس کند. عموی پدری افراسیاب بدالبلیلی احمد آغ‌دامسکی (آگدامسکی) خواننده مشهور اپرا بود. برادر شمسی بدل‌بیگلی بعداً کارگردان نمایش موسیقی شد. در سال ۱۹۳۰، افراسیاب بدالبلی از دانشگاه دولتی آذربایجان در رشته شرق‌شناسی فارغ‌التحصیل شد و تحصیلات خود را در مدرسه موسیقی وابسته به هنرستان لنینگراد ادامه داد، که در سال ۱۹۳۸ آن را به پایان رساند. وی در سال ۱۹۳۰ به عنوان رهبر در تئاتر اپرا و باله دولتی آذربایجان در سال ۱۹۳۱، او با قمر الماس‌زاده ازدواج کرد و او را در لنینگراد همراهی کرد، در حالی که خود تحصیلات عالی را در یک مدرسه باله حرفه ای دنبال می‌کرد. این ازدواج به طلاق منجر شد و منجر به ازدواج‌های بعدی بدل‌بلیلی شد.

## حرفه

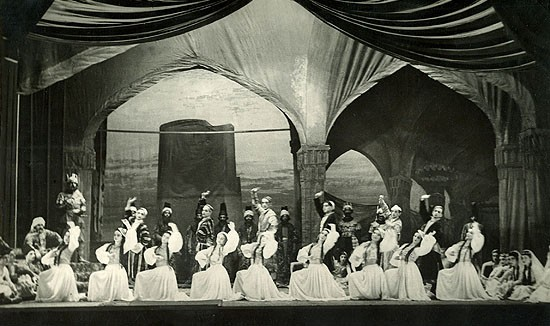
صحنه ای از باله "برج دوشیزه"

فعالیت بدل بیلی در موسیقی در سال ۱۹۲۸ زمانی شروع شد که او موسیقی نمایشنامه نمایشی جعفر جبارلی را به نام اد گالینی ساخت. او به ویژه نویسنده اولین باله آذربایجانی با عنوان گیز گالاسی (برج دوشیزه) است که در سال ۱۹۴۰ آهنگسازی کرد. این باله به قمر الماس‌زاده اختصاص داشت. آثار بعدی وی شامل خلق گازابی ("خشم مردمی"، ۱۹۴۱؛ نویسنده مشترک بوریس زیدمن)، نظامی (۱۹۴۸) و سایودلار آغلاماز ("بیدها گریه نمی‌کنند"، ۱۹۷۱) بود. او برای اپرای آذربایجانی Bahadir va Sona و باله‌های Giz Galasi , Garaja Giz ("Nigella") و Gizil Achar ("The Golden Key") لیبرتو نوشت. او موسیقی پیش زمینه برای نمایش‌های تئاتری ساخت و تنها مترجم لیبرت آن زمان ترجمه‌های آذری آذربایجانی از لیبرتوهای اپرا توسط پیوتر چایکوفسکی، گیوآچینو روسینی، آرمن تیگرانانیان و زکریا پالیاشویلی را انجام داد. در طول دهه‌های ۱۹۵۰ و ۱۹۶۰ او چندین کتاب در مورد تاریخ و توسعه موسیقی کلاسیک در آذربایجان منتشر کرد، یعنی: بحث در مورد موسیقی، قربان پیریموف، فرهنگ موسیقی، و تئاتر اپرا و باله دولتی آذربایجان. در سال ۱۹۶۰ عنوان هنرمند مردمی آذربایجان به او اعطا شد. او تا زمان مرگش در سال ۱۹۷۶ رهبر ارکستر در تئاتر اپرا و باله بود.